# Folke Isaksson
Folke Isaksson (Kalix, 9 de outubro de 1927 - Vaxholm, 25 de março de 2013) foi um escritor sueco. Além de escritor atuou como crítico literário e tradutor. Trabalhou para os jornais Expressen, Morgontidningen e Dagens Nyheter, e para a revista Vi. Nos anos 60 e 70, Folke Isaksson empenhou-se na luta pelo socialismo.